# Jaskinia Kasprowa Niżnia
Jaskinia Kasprowa Niżnia (W Kasprowej II, Kasprowa Dolna, Dziura za Polaną, Kasprowa Grota) – jaskinia położona u podnóża Zawraciku Kasprowego w Dolinie Kasprowej w Tatrach Zachodnich na wysokości 1228 metrów n.p.m. Długość zbadanych korytarzy jaskini wynosiła w kwietniu 2016 roku 3100 metrów, a jej deniwelacja 47 metrów.

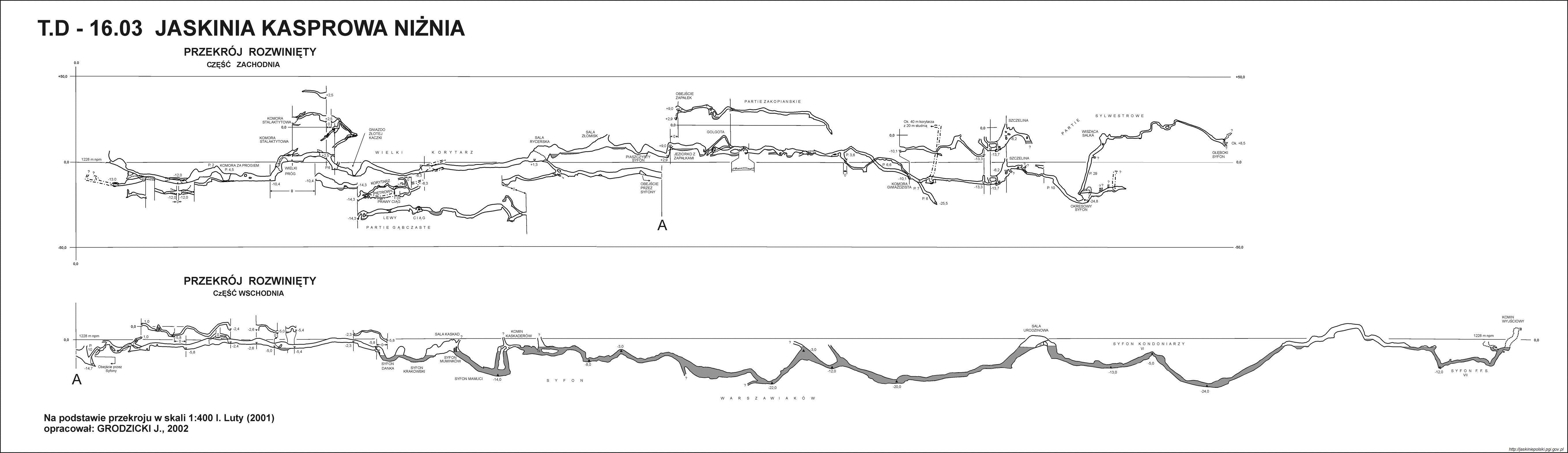
Jaskinia Kasprowa Niżnia przekrój

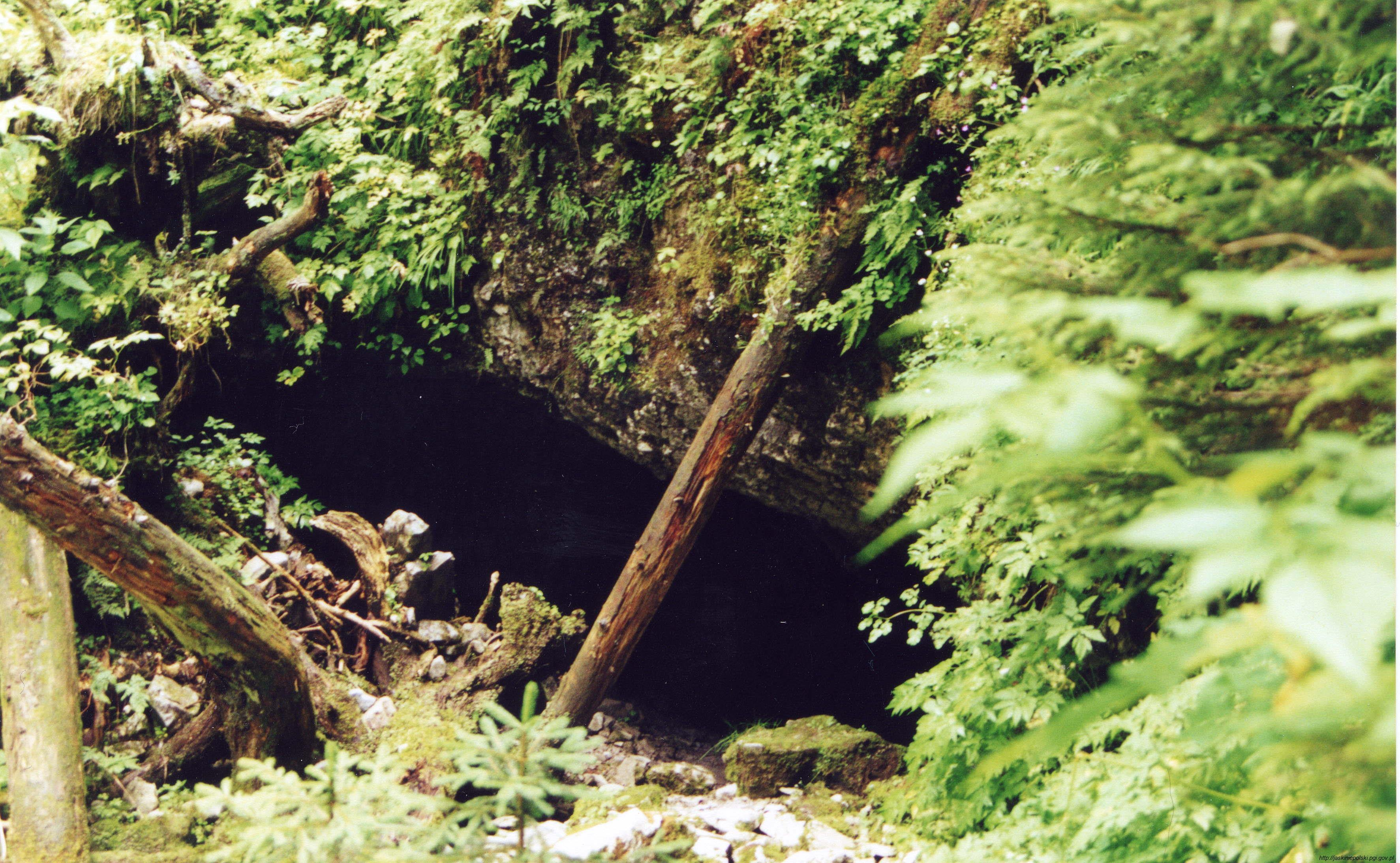
Jaskinia Kasprowa Niżnia otwór

## Opis jaskini
Jaskinia Kasprowa Niżnia wykształciła się w dość jednolitej serii wapieni pochodzących z najwyższego piętra jury (malmu).
Ma ukształtowanie generalnie poziome i dlatego jest jedną z łatwiej dostępnych jaskiń w Tatrach. Do wnętrza prowadzi duży, nisko położony otwór. Znajduje się on niemalże w samym korycie Kasprowego Potoku. Zaraz za otworem jaskinia opada w dół. Cały korytarz wejściowy jest zwykle suchy, jednak w okresie obfitych opadów lub roztopów wypływa z niego na powierzchnię wielki strumień wody pod dużym ciśnieniem i wówczas otwór jaskini staje się wypływem krasowym. Z tego względu, a także z powodu licznych stawków i syfonów, Jaskinia Kasprowa Niżnia jest odwiedzana przeważnie zimą, gdy poziom wód nieco się obniża. Charakterystyczne dla tej jaskini są także liczne progi skalne wymagające użycia liny.
Główny ciąg prowadzi od otworu do Komory Wstępnej, a następnie korytarzykiem z okresowym jeziorkiem przez próg do Komory za Progiem i dalej korytarzem do Komory przed Progiem. Ciąg główny wiedzie w górę przez Wielki Próg, natomiast na wprost ciągną się Partie Gąbczaste, pełne różnej wielkości otworów i studzienek. Idąc głównym ciągiem, dochodzi się do Komory Stalaktytowej i dalej do salki nazwanej Gniazdo Złotej Kaczki. Ma ona formę kotła prawie dwumetrowej średnicy i podobnej wysokości, którego dno pokrywa żółty piasek. Z salki biegnie Wielki Korytarz do największej sali w jaskini – Sali Rycerskiej. Tutaj główny korytarz rozgałęzia się na dwa ciągi: jeden względnie suchy (w kierunku Partii Sylwestrowych) i drugi „mokry” z wieloma syfonami o łącznej długości 657 metrów.

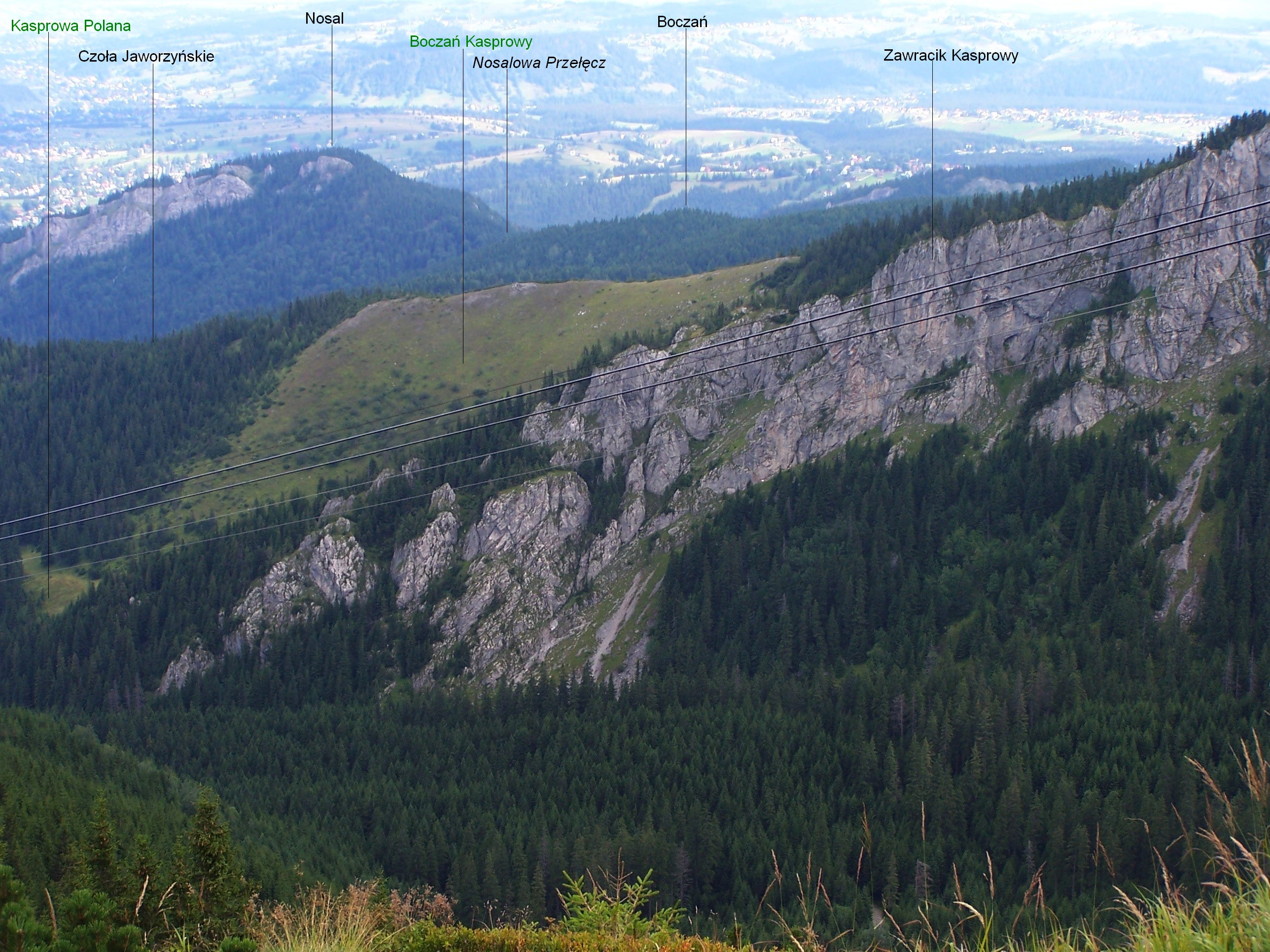
Na pierwszym planie Zawracik Kasprowy

Ciąg północny w kierunku syfonów. Z Sali Rycerskiej korytarz z dwoma jeziorkami prowadzi do ciągu Syfonów Końcowych zawsze zalanych wodą z krótkimi odcinkami suchymi. Najpierw jest Syfon Danka, potem Sala Błotnego Robola, Syfon Krakowski, Syfon Muminków, Syfon Mamuci i Syfon Warszawiaków. Jest to największy z dotychczas poznanych syfonów w Polsce, ma 333 metry długości i 22 metry głębokości. Za syfonem znajduje się Sala Urodzinowa i kolejny syfon – Syfon Kondoniarzy (167 metrów długości). Za nim krótki odcinek suchego ciągu i Syfon FFS. W nim korytarz rozgałęzia się na wiele odnóg, z których zbadano dwie. Jedna prowadzi do niezbadanego Syfonu Błotnego, druga do również niezbadanego Syfonu Kociego.
Ciąg południowy do Partii Sylwestrowych. Z Sali Rycerskiej korytarz prowadzi przez jeziorko do Sali Złomisk. Potem przez Jeziorko z Zapałkami i kolejne jeziorko dochodzi się do pochylni nazwanych Golgotą. Tutaj korytarz rozgałęzia się na Partie Zakopiańskie i Partie Krakowskie. Partie Zakopiańskie kończą się ślepo, natomiast Partie Krakowskie biegną do Komory Gwiaździstej i ciągu nazwanego Szczeliną prowadzącego do Partii Sylwestrowych. Stąd przez parę progów i komin dochodzi się do Wiszącej Salki i do Głębokiego Syfonu.
Partie Gąbczaste. Zaczynają się w Komorze przed Progiem. Zaraz na początku po przejściu dwóch jeziorek dzielą się na trzy ciągi. Dwa dochodzą do Wielkiego Korytarza, trzeci natomiast prowadzi do syfonu i dalej przez progi skalne dochodzi do Sali Rycerskiej.

## Przyroda
Szata naciekowa jaskini jest bogata, szczególnie w partiach wstępnych, Komorze Stalaktytowej i jej okolicy oraz w Partiach Krakowskich.  Są tu polewy kalcytowe, stalaktyty i stalagmity (niektóre dużych rozmiarów), stalagnaty, draperie.
W jaskini występują jeziorka i małe syfony o charakterze okresowym i stałym. Najwięcej jest ich w Partiach Gąbczastych, Krakowskich i końcowych. W jaskini Istnieje najdłuższy w Polsce ciąg głębokich syfonów (680 metrów), nie poznany do końca.

## Legendy związane z jaskinią
Geolog Ludwik Zejszner przytoczył w swojej pracy z 1849 roku, zatytułowanej Podhale i północna pochyłość Tatrów, opowieść, którą usłyszał od jednego z góralskich przewodników. Mówi ona o niedobrej suce utopionej w stawie przez juhasów z Hali Gąsienicowej. Kilka dni po tym zdarzeniu miała ona zostać znaleziona w „Dziurze za polaną” (chodzi o Jaskinię Kasprową Niżnią) przez owego przewodnika szukającego tam złota. Opowieść ta dobrze obrazuje kierunek spływu wód, Jaskinia Kasprowa Niżnia bowiem rzeczywiście odwadnia Dolinę Gąsienicową. Kolejna legenda związana z jaskinią (choć przez Sabałę skojarzona z Wypływem spod Pisanej) opowiada o tajemniczym, długim i niezmiernie pięknym podziemnym jeziorze, po którym pływa szczerozłota kaczka, w Noc Świętojańską znosząca diamentowe jajko, dlatego jedno z miejsc w jaskini nosi nazwę Gniazdo Złotej Kaczki.

## Historia poznania
Ze względu na łatwo dostępny otwór jaskinia była znana od dawna. Oprócz wcześniej wspomnianej wzmianki z 1849 r. kolejna pochodzi od Gotfryda Ossowskiego z 1882 r. Opis wstępnych partii jaskini zamieścił pięć lat później Jan Gwalbert Pawlikowski w swoim artykule. Kolejne wzmianki z ówczesnych przewodników również nie zawierają większej ilości szczegółów. W 1913 r. Mariusz Zaruski, Tadeusz Korniłowicz i Józef Oppenheim odkryli górne piętro jaskini i nazwali zamulony syfon Gniazdem Złotej Kaczki. Dalej dotarł w 1921 r. Mieczysław Świerz wraz z towarzyszami, odkrywając Salę Rycerską. Korytarze odgałęziające się z tej komory penetrował Dering. W późniejszym okresie kolejnych odkryć dokonali bracia Tadeusz i Stefan Zwolińscy (w latach 1924–1925). Następnie jaskinia była eksplorowana w 1951 przez nowo powstałe Koło Jaskinioznawcze przy Zarządzie Oddziału PTTK w Zakopanem i krakowskich grotołazów w latach 1952–1956. Osiemnastoosobowa wyprawa krakowska, która miała miejsce w dniach od 1 do 5 lutego 1956 r., odkryła blisko 200 m nowych korytarzy. Łączna długość korytarzy jaskini wzrosła w ten sposób do nieco ponad 1800 metrów, co dało jej wówczas drugie miejsce na liście najdłuższych jaskiń Polski. Drobnych odkryć dokonano jeszcze podczas dokumentowania jaskini w 1978 i 1981. Znaczną część syfonów poznano podczas nurkowań w latach 1996 i 2002.